# 長坂周
長坂 周（ながさか ちか)1963年12月6日 ）は日本の俳優、童謡シンガーソングライター。身長：176cm
本名：長坂 俊周(ながさか としちか)東京都杉並区出身。所属事務所：有限会社ビンゴ
特技：英語とスペイン語(日常会話レベル)
人物/略歴
獨協大学経済学部中退。
旅行会社、飲食業を経て1996にヤクザ映画「新宿の顔」脇役としてデビュー。
廣済堂プロダクション養成部の契約期間が終了した後に、脇役軍団「キックス」を結成。自ら東映、セントラル・アーツなどの大手映画会社へ飛び込み営業をし数々の作品に出演。1997年、Vシネマ「疵(地獄の黙示録)」の撮影の合間に哀川 翔に声をかけられ、雑談の中で、個人で役者をやっていることを話すと「芸能事務所に所属せず、自分で営業してよく仕事を取れるな」と見初められ、後に哀川の個人事務所で1年半、付き人として従事する。
付き人を引退した後、再びフリーの役者を始めるが、新日本プロレスリングの高野拳磁よりマネージャーをして欲しいと求められ、新間寿事務所の名前を借りマネージャー業に専念するも、長坂と高野との営業方針にズレをが生じ、僅か数ヵ月で辞退することになった。
その後、フリーの役者に戻り営業に励んでいたが、離婚等の私生活の苦悩から心身共に疲れはてた長坂は、2000年6月に住んでいた賃貸アパートを解約し、部屋を出ると代々木公園へ向かった。無職家無しなった長坂は最終的に6年間、代々木公園でホームレス生活を送ることになった。ホームレスになった事を知った哀川翔の妻、福地公美は米や食料品を長坂が暮らすホームレス村へ届けに行った。
また偶然、代々木公園付近で哀川が撮影に来た際に、撮影現場に呼ばれた長坂が哀川に会いに行くと、哀川は財布から1万円を出し長坂に「これで何かうまいもんでも食べな」と差し出したという。
ホームレス時代の2004年には、哀川の妻から提供されたフジテレビの月9ドラマ東京湾景で居酒屋の店長役を演じた。そのドラマのギャラでメキシコへ遊びに行った長坂は、現地で知り合った日本人女性と帰国後、1年数ヵ月の交際期間を経て、2006年、彼女の妊娠を機にホームレス生活に終止符を打った。
2009年に第二子が生まれると、役者活動を休止し育児に専念する傍ら趣味で童謡の作詞作曲を始め、「おさるさんのうたのオジサン」名義で保育園や幼稚園などの施設でギターでの弾き語りをボランティアで活動している。代表作に「おさるさんのうた」「フリフリ」がある。
長坂の親交の深い著名人には、40年近い付き合いがあるラッツ&スターの桑野信義などがいる。

## 主な出演作

### テレビドラマ
- 東京湾景
- 四谷くんと大塚くん/天才少年探偵登場の巻
- 月曜ゴールデン（TBS）世田谷駐在刑事（2012年6月）
- 潜入刑事 らんぼう2

### 映画
- ゼブラーマン
- 容疑者 室井慎次
- 漫画SS(劇場版)

### Vシネマ
修羅がゆく5
最後の神農
侠道2
疵（きず）　血の黙示録1
疵（きず）　血の黙示録2

### CM
- アサヒ 極旨

### 舞台
- 893239 壊れゆく時を越えて
- 三池崇史版 座頭市

| スタブアイコン | サブスタブ | この項目は、まだ閲覧者の調べものの参照としては役立たない、俳優（男優・女優）に関連した書きかけの項目です。この項目を加筆・訂正などしてくださる協力者を求めています（P:映画/PJ芸能人）。 |